# Daniela Romo (álbum)
Daniela Romo es el título del álbum debut de estudio grabado por la cantautora y actriz mexicana Daniela Romo. Fue lanzado al mercado por la empresa discográfica Hispavox el 13 de mayo de 1983.
Grabado en Madrid, España, producido y dirigido por Danilo Vaona, mezclado por el ingeniero de sonido José Antonio Álvarez Alija, para el sello Hispavox el álbum fue un éxito instantáneo tanto en España como en Latinoamérica.
El sencillo principal del álbum, «Mentiras», se mantuvo por dos meses en el número 1 en México, siendo superado por el segundo sencillo, «Celos», canción escrita por José Luis Perales, se mantuvo durante 4 meses en el número 1.
La promoción del disco fue intensa, Daniela recorrió toda Latinoamérica, presentándose en el Festival Internacional de la Canción de Viña del Mar en febrero de 1984.
Otros sencillos que se extrajeron fueron «La ocasión para amarnos», «Te amo», «Ayúdame», «Pobre secretaria» (escrita por Miguel Bosé y que también actúa en el video), «Ayer perdí mi corazón», este último fue el tema central de la telenovela mexicana de la cadena Televisa Un solo corazón (1983-1984), bajo la producción de Patricia Lozano, protagonizada por Julieta Rosen y Daniel Martin (+).
Un maxisencillo fue publicado en Italia con dos versiones en italiano de los temas: «La ocasión para amarnos» y «Mentiras», que alcanzaron mucha popularidad en las radios italianas.

## Lista de canciones
| Daniela Romo |                                           |                                                                       |          |  |
| N.º          | Título                                    | Escritor(es)                                                          | Duración |  |
| 1.           | «Mentiras»                                | Daniela Romo Danilo Vaona                                             | 3:55     |  |
| 2.           | «La ocasión para amarnos»                 | P. Casiraghi · R. Gigo Adapt: al español: Daniela Romo · Danilo Vaona | 3:43     |  |
| 3.           | «Te amo»                                  | P. Casiraghi · R. Gigo Adapt: al español: Daniela Romo · Danilo Vaona | 3:48     |  |
| 4.           | «Celos»                                   | José Luis Perales                                                     | 2:42     |  |
| 5.           | «El fin de un amor»                       | Daniela Romo · Gian Pietro Di Felisatti                               | 3:23     |  |
| 6.           | «Pobre secretaria»                        | Gian Pietro Di Felisatti · Miguel Bosé                                | 2:57     |  |
| 7.           | «Ayúdame»                                 | P. Casiraghi · R. Gigo Adapt: al español: Daniela Romo · Danilo Vaona | 3:39     |  |
| 8.           | «Ven a mi fiesta» (Vieni alla mia fiesta) | A. Nutti · Loris Ceroni Adapt: al español: Daniela Romo               | 3:47     |  |
| 9.           | «No, no puedo ya dejarte»                 | P. Casiraghi · R. Gigo Adapt: al español: Daniela Romo · Danilo Vaona | 3:48     |  |
| 10.          | «Ayer pedí mi corazón»                    | Amparo Rubín                                                          | 3:11     |  |

| Daniela Romo canta en italiano (Maxisencillo) |                    |                           |          |  |
| N.º                                           | Título             | Versión de                | Duración |  |
| 1.                                            | «Dami, Dami, Dami» | «La ocasión para amarnos» | 3:39     |  |
| 2.                                            | «Bugie»            | «Mentiras»                | 3:48     |  |